# Vallbona d'Anoia
Vallbona d'Anoia è un comune spagnolo di 1 027 abitanti situato nella comunità autonoma della Catalogna.